# Acacia neurocarpa
Acacia neurocarpa là một loài thực vật có hoa trong họ Đậu. Loài này được Hook. miêu tả khoa học đầu tiên.